# Rhynchocyon udzungwensis
Sengi à face grise
Espèce
Répartition géographique
Statut de conservation UICN

 VU D2 : Vulnérable
Le sengi à face grise (Rhynchocyon udzungwensis), aussi appelé musaraigne-éléphant, bien que n'ayant rien des musaraignes, est un mammifère du genre Rhynchocyon découverte dans les monts Udzungwa en Tanzanie en 2005 et dont l'existence a été officialisée en février 2008.
Sur les 300 km2 de forêt - protégée - où il réside, dans le centre-sud de la Tanzanie, seules deux populations de Rhynchocyon udzungwensis sont connues. Sa densité n'atteindrait que cinquante à quatre-vingts individus au kilomètre carré.
Cette espèce a été découverte par les scientifiques Galen Rathburn de l'Académie des sciences de Californie et son collègue italien, Francesco Rovero, du Museum d'histoire naturelle de Trente (découverte parue dans le "journal of zoology" de Londres). Première grande espèce de musaraigne-éléphant, ou macroscélide décrite depuis 126 ans.
Elle pèse jusqu'à 750 grammes pour 30 cm de long, donc 30 % de plus que les 15 espèces de sengi identifiés (de la taille d'un petit lapin). Le poids moyen d'une musaraigne à trompe (sengi) est de 400 grammes. Leur trompe leur sert à chercher des insectes qui sont leur principale source de nourriture. La génétique aurait prouvé qu'elle appartient à l'ordre des Afrotheriens Afrotheria apparus il y a 100 millions d'années et dont les descendants sont entre autres les éléphants et les lamantins.
Elle vit dans un milieu protégé, aux limites d'un parc national et d'une réserve forestière (forêt humide et vieille d'environ 30 millions d'années). Elle reste malgré tout une espèce appartenant à la catégorie "vulnérable" et sont sur la liste rouge de l'UICN. C'est une espèce endémique d'Afrique.
Elle a été découverte par le "piège photo" automatique de Rovero, et à ce jour Rathburn a obtenu une quarantaine d'observations et capturé quatre spécimens.
La découverte de Rhynchocyon udzungwensis a été faite dans une région qui promet d'autres surprises. Les monts Udzungwa proclamés Parc national seulement en 1990, sont surnommés "îles Galapagos d'Afrique", en raison de leurs extraordinaires richesses naturelles.
En outre, douze spécimens ont été récupérés par l'association Djibouti nature qui a organisé, en 2019, une expédition scientifique dans la région de Djibouti, voisine de la Somalie .
La souris-éléphant possède tous les attributions d’une musaraigne avec en prime une belle fourrure flamboyante et un museau très allongé (la trompe), mais est biologiquement très différente des musaraignes.
Les feuilles d’arbres vont lui servir à construire son nid ce qui le rend dépendant à son environnement et donc devient extrêmement vulnérable aux risques d'incendie.